# Репрезентација Израела у хокеју на леду
Хокејашка репрезентација Израела представља Државу Израел у хокеју на леду на међународним такмичењима. Налази се под окриљем Савеза хокеја на леду Израела који је од 1991. део Међународне хокејашке федерације ИИХФ.

## Историјат
Први терен за хокеј на леду у Израелу отворен је у априлу 1986. у близини Хаифе, док је први терен стандардних димензија за овај спорт отворен у Метули 1992. године. Репрезентација Израела свој први (додуше неслужбени) меч одиграла је 1989. године, а противник је била екипа састављена од канадских војника који су служили у том подручју као део мировних снага Уједињених нација.
Године 1988. основана је национална Федерација хокеја на леду и уметничког клизања. Савез је 1. маја 1991. постао пуноправни члан ИИХФ, а 1994. променио име и делатност фокусиравши се искључиво на хокејашки спорт (Савез хокеја на леду Израела). Дебитантски наступ на светским првенствима селекција Израела имала је 1992. у Јужноафричкој Републици, на првенству групе Ц2 на ком су заузели 4, односно укупно 30. место. Од тада селекција Израела је редован учесник свих светских првенстава.
Највећи успех репрезентација је остварила 2005. када су у групи Б друге дивизије успели да освоје прво место и пласирају се у прву дивизију светског првенства.
На првенству треће дивизије 2011. Израелци су поред првог места остварили и највећу победу у историји савладавши селекцију Грчке са 26:2.

## Учешћа на Олимпијским играма
Селекција Израела је два пута учествовала у квалификацијама за Зимске олимпијске игре. Међутим дисквалификована је из квалификација за игре 1998. у Нагану због неправилне регистрације играча, док је у квалификацијама за ЗОИ 2014. у Сочију заузела последње место у претквалификацијама (са сва три пораза, од Хрватске, Србије и Мексика).

## Резултати на светским првенствима
| Год.  | Место       | Пласман      | Категорија (група) |
| ----- | ----------- | ------------ | ------------------ |
| 1992. | Јоханезбург | 4/6 (30/32)  | Група Ц2           |
| 1993. | Блед        | 6/6 (31)     | Група Ц            |
| 1994. | Барселона   | 7/8 (34/35)  | Група Ц2           |
| 1995. | Јоханезбург | 6/10 (35/39) | Група Ц2           |
| 1996. | Каунас      | 7/8 (35/36)  | Група Д            |
| 1997. | Каниљо      | 5/8 (33/36)  | Група Д            |
| 1998. | Преторија   | 3/8 (35/40)  | Група Д            |
| 1999. | Кругерсдорп | 2/9 (34/41)  | Група Д            |
| 2000. | Рејкјавик   | 1/9 (34/42)  | Група Д            |
| 2001. | Букурешт    | 2/6 (32)     | Дивизија , група Б |
| 2002. | Кејптаун    | 3/6 (34)     | Дивизија , група А |
| 2003. | Софија      | 5/6 (37)     | Дивизија , група Б |
| 2004. | Хака        | 5/6 (38)     | Дивизија , група А |
| 2005. | Београд     | 1/6 (30)     | Дивизија , група Б |

| Год.  | Место           | Пласман  | Категорија (група) |
| ----- | --------------- | -------- | ------------------ |
| 2006. | Амјен           | 6/6 (28) | Дивизија , група А |
| 2007. | Сеул            | 3/6 (35) | Дивизија , група Б |
| 2008. | Мијеркуреја Чук | 4/6 (36) | Дивизија , група А |
| 2009. | Нови Сад        | 5/6 (38) | Дивизија , група А |
| 2010. | Нарва           | 6/6 (39) | Дивизија , група Б |
| 2011. | Кејптаун        | 1/6 (41) | Дивизија           |
| 2012. | Софија          | 5/6 (36) | Дивизија , група Б |
| 2013. | Измит           | 1/6 (35) | Дивизија , група Б |
| 2014. | Београд         | 6/6 (34) | Дивизија , група А |
| 2015. | Кејптаун        | 5/6 (39) | Дивизија , група Б |

## Резултати против осталих селекција
Закључно са крајем 2013.
| Репрезентација   | Ут  | Поб | Н | Пор | ГД  | ГП  | ГР   |
| ---------------- | --- | --- | - | --- | --- | --- | ---- |
| Шпанија          | 6   | 1   | 1 | 4   | 13  | 58  | -45  |
| Турска           | 7   | 7   | 0 | 0   | 73  | 11  | +62  |
| Јужна Африка     | 7   | 6   | 0 | 1   | 40  | 18  | +22  |
| Грчка            | 4   | 3   | 0 | 1   | 57  | 10  | +47  |
| Луксембург       | 3   | 1   | 2 | 0   | 18  | 8   | +10  |
| Северна Кореја   | 4   | 1   | 2 | 1   | 10  | 21  | -11  |
| Јужна Кореја     | 3   | 0   | 1 | 2   | 11  | 23  | -12  |
| Летонија         | 1   | 0   | 0 | 1   | 0   | 32  | -32  |
| Белгија          | 14  | 6   | 1 | 7   | 44  | 56  | -12  |
| Украјина         | 1   | 0   | 0 | 1   | 0   | 29  | -29  |
| Аустралија       | 9   | 4   | 0 | 5   | 37  | 44  | -7   |
| Хрватска         | 4   | 0   | 0 | 5   | 6   | 46  | -40  |
| Нови Зеланд      | 3   | 2   | 0 | 1   | 19  | 7   | +12  |
| Бугарска         | 7   | 4   | 1 | 2   | 32  | 18  | +14  |
| Исланд           | 7   | 5   | 0 | 2   | 35  | 11  | +24  |
| Мексико          | 5   | 3   | 0 | 3   | 22  | 24  | -2   |
| Румунија         | 3   | 0   | 0 | 3   | 2   | 40  | -38  |
| Естонија         | 3   | 0   | 0 | 3   | 5   | 44  | -39  |
| Кина             | 6   | 1   | 0 | 5   | 18  | 35  | -17  |
| Немачка          | 1   | 0   | 0 | 1   | 2   | 11  | -9   |
| Мађарска         | 1   | 0   | 0 | 1   | 0   | 8   | -8   |
| Јапан            | 1   | 0   | 0 | 1   | 1   | 7   | -6   |
| Француска        | 1   | 0   | 0 | 1   | 0   | 9   | -9   |
| Велика Британија | 1   | 0   | 0 | 1   | 0   | 12  | -12  |
| Србија*          | 7   | 3   | 0 | 4   | 20  | 30  | -10  |
| Ирска            | 1   | 1   | 0 | 0   | 7   | 1   | +6   |
| укупно (27)      | 111 | 47  | 8 | 56  | 455 | 595 | -140 |

Напомена: * Рачунају се резултати под именом СРЈ и СЦГ.